# セゲネイティ
セゲネイティ（英語: Segeneiti）は、エリトリア・デブブ地方北部の町。セゲネイティ地区に属し、行政府が設置されている。アスマラからセナフェへ向かう国道P-3号線沿いに集落が形成されている。セゲネイティは他にSegenetti,Seganatti,Saganeiti,Segeneyti,Segheneytiとも綴られる。北緯15度3分13秒、東経39度11分21秒。標高2189mの高地に位置する。